# Cebuano Wikipedia
Cebuano Wikipedia (Cebuano: Wikipedya sa Sinugboanon,  dansk: den cebuansksprogede Wikipedia) er den cebuansksprogede  version af det verdensomspændende encyklopædi-projekt Wikipedia. Cebuano Wikipedia blev lanceret 22. juni 2005.
Cebuano Wikipedia er den næststørste Wikipedia efter engelsksproget Wikipedia og rundede 4 millioner artikler i februar 2017. Baggrunden er, at en bot, Lsjbot, har oprettet et stort antal mindre artikler. Botten rundede 1 million artikler i juli 2014. Der er to andre filippinsksprogede Wikipediaer: waraysproget og tagalogsproget Wikipedia.
Pr. fredag den 6. juni 2025 har  Wikipedia 6.117.600 artikler, 171 aktive bidragydere og 7 administratorer.

## Historie
Den cebuansksprogede Wikipedia, Ang Gawasnong Ensiklopedya, blev foreslået i begyndelsen af 2005 og blev lanceret den 22. juni 2005.
Pr februar 2013 var det den største filippinsksprogede Wikipedia. I juli 2014 nåede den cebuansksprogede Wikipedia 1 millioner artikler.

## Milepæle
| Antal artikler     | Dato             |
| ------------------ | ---------------- |
| 19 artikler        | 9. juli 2005     |
| 26.511 artikler    | 7. februar 2007  |
| 100.000 artikler   | 2. februar 2013  |
| 300.000 artikler   | 17. marts 2013   |
| 500.000 artikler   | 18. juli 2013    |
| 1.000.000 artikler | 16. juli 2014    |
| 1.500.000 artikler | 6. december 2015 |
| 4.000.000 artikler | 11. februar 2017 |